# Ankalagon saurognathus
Ankalagon saurognathus es una especie extinta de mamíferos mesoniquios de hábitos carnívoros, endémica en América del Norte durante el Paleoceno (63,3 a 60,2 millones de años atrás); única representante del género Ankalagon. Hallado en Nuevo México, A. saurognathus es el mesoniquio más grande que vivió durante el Paleoceno en América del Norte, y constituye la mejor evidencia de dimorfismo sexual en mesoniquios.

## Descripción
La principal característica que distingue a A. saurognathus de las especies de su ancestro Dissacus es su forma y tamaño: Ankalagon Por evolución convergente, alcanzaba el tamaño de un oso, siendo similar a este comparado con el tamaño similar al de un coyote o chacal de las especies de Dissacus. De hecho, el único mesoniquio de América del Norte que lo sobrepasaba en tamaño eran especies del género Pachyaena, como P. gigantea y P. ossifraga, las cuales también alcanzaban el tamaño de un oso.
La evidencia de dimorfismo sexual proviene del hecho que algunas mandíbulas eran más grandes que otras, con dientes más fuertes diseñados para triturar huesos, sugiriendo que los machos quebraban huesos.

## Ecología
Las poderosas mandíbulas, los caninos afilados y curvos y los molares de forma triangular que formaban un borde cortante típico de los otros mesoniquios, sugiere que A. saurognathus era un superdepredador hipercarnívoro. Los molares grandes de los machos sugieren que también eran carroñeros que comían huesos.

## Etimología
Leigh Van Valen estudió el mesoniquio Dissacus saurognathus y llegó eventualmente a la conclusión que D. saurognathus difería lo suficiente de su pariente D. navajovius y de otros miembros del género para ser ubicado en su propio género. Van Valen intentó nombrarlo «Ancalagon», por el dragón de ese nombre de El Silmarillion de J. R. R. Tolkien, pero ya estaba en uso para un priapúlido del Cámbrico Medio descrito por Simon Conway Morris, Ancalagon minor, un posible ancestro de los parásitos acantocéfalos.